# Gran Premio di superbike di Monza 1993
Il Gran Premio di Superbike di Monza 1993 è stata l'undicesima prova su tredici del Campionato mondiale Superbike 1993, è stato disputato il 26 settembre sul Monza e ha visto la vittoria di Aaron Slight in gara 1, mentre la gara 2 è stata vinta da Giancarlo Falappa.

## Risultati

### Gara 1

#### Arrivati al traguardo[3]
| Pos. | Nº | Pilota            | Motocicletta | Tempo     | Griglia | Punti |
| ---- | -- | ----------------- | ------------ | --------- | ------- | ----- |
| 1º   | 6  | Aaron Slight      | Kawasaki     | 37:00.808 | 2º      | 20    |
| 2º   | 11 | Scott Russell     | Kawasaki     | +0:00.045 | 1º      | 17    |
| 3º   | 5  | Fabrizio Pirovano | Yamaha       | +0:12.001 | 5º      | 15    |
| 4º   | 4  | Carl Fogarty      | Ducati       | +0:27.122 | 3º      | 13    |
| 5º   | 54 | Tripp Nobles      | Honda        | +0:47.738 | 11º     | 11    |
| 6º   | 14 | Christer Lindholm | Yamaha       | +1:10.055 | 18º     | 10    |
| 7º   | 77 | Alex Vieira       | Yamaha       | +1:14.061 | 15º     | 9     |
| 8º   | 46 | Brian Morrison    | Kawasaki     | +1:30.242 | 12º     | 8     |
| 9º   | 23 | Fabrizio Furlan   | Kawasaki     | +1:40.929 | 6º      | 7     |
| 10º  | 49 | Marcel Ernst      | Kawasaki     | +1:46.816 | 21º     | 6     |
| 11º  | 45 | Dominique Sarron  | Yamaha       | +1:47.968 | 17º     | 5     |
| 12º  | 61 | Mauro Mastrelli   | Yamaha       | +1:53.738 | 16º     | 4     |
| 13º  | 15 | Adrien Morillas   | Kawasaki     | +1:54.293 | 29º     | 3     |
| 14º  | 37 | Hervé Moineau     | Suzuki       | +1:55.452 | 24º     | 2     |
| 15º  | 55 | Denis Bonoris     | Kawasaki     | +2:10.737 | 19º     | 1     |
| 16º  | 82 | Néstor Amoroso    | Kawasaki     | +1 giro   | 20º     |       |
| 17º  | 81 | Jean-Yves Mounier | Yamaha       | +1 giro   | 22º     |       |
| 18º  | 75 | Jorge Vilella     | Yamaha       | +1 giro   | 30º     |       |
| 19º  | 70 | Aldeo Presciutti  | Ducati       | +1 giro   | 34º     |       |

#### Ritirati
| Nº | Pilota                | Motocicletta | Giri     | Griglia |
| -- | --------------------- | ------------ | -------- | ------- |
| 95 | Josip Drmeš           | Ducati       | +2 giri  | 26º     |
| 18 | Virginio Ferrari      | Ducati       | +4 giri  | 33º     |
| 69 | James Whitham         | Yamaha       | +5 giri  | 14º     |
| 87 | Jan Olav Noteng       | Suzuki       | +8 giri  | 25º     |
| 9  | Giancarlo Falappa     | Ducati       | +9 giri  | 4º      |
| 89 | Gérald Muteau         | Yamaha       | +10 giri | 35º     |
| 20 | Jeffry de Vries       | Yamaha       | +11 giri | 28º     |
| 83 | José María Sagardogui | Yamaha       | +12 giri | 8º      |
| 76 | Stefano Caracchi      | Ducati       | +13 giri | 32º     |
| 34 | Mauro Lucchiari       | Ducati       | +14 giri | 7º      |
| 7  | Stéphane Mertens      | Ducati       | +15 giri | 9º      |
| 97 | Philippe Mouchet      | Ducati       | +18 giri | 27º     |
| 88 | Urs Weder             | Kawasaki     | +18 giri | 23º     |
| 10 | Piergiorgio Bontempi  | Kawasaki     | +18 giri | 10º     |
| 79 | Hugues Blanc          | Kawasaki     | +18 giri | 13º     |

### Gara 2

#### Arrivati al traguardo[4]
| Pos. | Nº | Pilota                | Motocicletta | Tempo     | Griglia | Punti |
| ---- | -- | --------------------- | ------------ | --------- | ------- | ----- |
| 1º   | 9  | Giancarlo Falappa     | Ducati       | 37:08.515 | 4º      | 20    |
| 2º   | 6  | Aaron Slight          | Kawasaki     | +0:01.375 | 2º      | 17    |
| 3º   | 5  | Fabrizio Pirovano     | Yamaha       | +0:01.499 | 5º      | 15    |
| 4º   | 4  | Carl Fogarty          | Ducati       | +0:02.385 | 3º      | 13    |
| 5º   | 11 | Scott Russell         | Kawasaki     | +0:18.161 | 1º      | 11    |
| 6º   | 34 | Mauro Lucchiari       | Ducati       | +0:36.572 | 7º      | 10    |
| 7º   | 7  | Stéphane Mertens      | Ducati       | +0:48.112 | 9º      | 9     |
| 8º   | 10 | Piergiorgio Bontempi  | Kawasaki     | +0:48.756 | 10º     | 8     |
| 9º   | 14 | Christer Lindholm     | Yamaha       | +0:54.471 | 18º     | 7     |
| 10º  | 54 | Tripp Nobles          | Honda        | +0:59.315 | 11º     | 6     |
| 11º  | 49 | Marcel Ernst          | Kawasaki     | +1:16.067 | 21º     | 5     |
| 12º  | 46 | Brian Morrison        | Kawasaki     | +1:28.091 | 12º     | 4     |
| 13º  | 37 | Hervé Moineau         | Suzuki       | +1:31.694 | 24º     | 3     |
| 14º  | 23 | Fabrizio Furlan       | Kawasaki     | +1:33.339 | 6º      | 2     |
| 15º  | 79 | Hugues Blanc          | Kawasaki     | +1:34.536 | 13º     | 1     |
| 16º  | 88 | Urs Weder             | Kawasaki     | +1:41.426 | 23º     |       |
| 17º  | 61 | Mauro Mastrelli       | Yamaha       | +1:48.746 | 16º     |       |
| 18º  | 81 | Jean-Yves Mounier     | Yamaha       | +2:03.473 | 22º     |       |
| 19º  | 89 | Gérald Muteau         | Yamaha       | +1 giro   | 35º     |       |
| 20º  | 87 | Jan Olav Noteng       | Suzuki       | +1 giro   | 25º     |       |
| 21º  | 83 | José María Sagardogui | Yamaha       | +1 giro   | 8º      |       |
| 22º  | 55 | Denis Bonoris         | Kawasaki     | +1 giro   | 19º     |       |
| 23º  | 82 | Néstor Amoroso        | Kawasaki     | +1 giro   | 20º     |       |
| 24º  | 95 | Josip Drmeš           | Ducati       | +2 giri   | 26º     |       |
| 25º  | 75 | Jorge Vilella         | Yamaha       | +2 giri   | 30º     |       |

#### Ritirati
| Nº | Pilota           | Motocicletta | Giri     | Griglia |
| -- | ---------------- | ------------ | -------- | ------- |
| 45 | Dominique Sarron | Yamaha       | +4 giri  | 17º     |
| 20 | Jeffry de Vries  | Yamaha       | +6 giri  | 28º     |
| 97 | Philippe Mouchet | Ducati       | +12 giri | 27º     |
| 76 | Stefano Caracchi | Ducati       | +14 giri | 32º     |
| 70 | Aldeo Presciutti | Ducati       | +16 giri | 34º     |
| 15 | Adrien Morillas  | Kawasaki     | +17 giri | 29º     |
| 69 | James Whitham    | Yamaha       | +18 giri | 14º     |